# Bündner Volksblatt
Das Bündner Volksblatt war eine von Fritz Manatschal herausgegebene mehrheitlich sozialliberale deutschsprachige Tageszeitung für Graubünden. Sie erschien von 1877 bis 1889 im Verlag «Druckerei Christian Senti».

## Geschichte

### Manatschals frühen Jahre
Fritz Manatschal machte zuerst ein Volontariat beim Freien Rätier unter Florian Gengel. Danach arbeitete er für ein Winterthurer Blatt. 1877 gründete er seine eigene Zeitung, das Bündner Volksblatt. Es war zugleich auch «Organ der liberalen Partei Graubündens», wobei Manatschal immer einen sozial engagierten Liberalismus vertrat.

### Für einen sozialen Staat
Das Bündner Volksblatt setzte sich für die soziale Wohlfahrt ein. Der Bundesstaat Schweiz sollte die Armen, die Kranken und andere Bedürftige unterstützen. Es war für Graubünden neu, dass eine Zeitung derart hartnäckig für den sozialen Ausgleich eintrat. Dementsprechend gross war ihre Beachtung.

### Parteikollegen im Wettstreit
Florian Gengel vom Freien Rätier vertrat – obgleich er ein Parteikollege von Manatschal war – die Gegenposition, nämlich dass sich der Staat nicht in die sozialen Verhältnisse einmischen sollte. Gemäss Gengels Verständnis des Liberalismus sollte der Staat einzig die bürgerlichen Freiheiten gewährleisten. So fochten die beiden Blätter jahrelang einen ideellen Wettstreit aus.

### Fusion mit Lokalblatt
Auf den Jahresanfang 1890 hin fusionierte das Bündner Volksblatt mit dem Wochenblatt für die Landschaft Davos. Während zweier Jahre erschien das Fusionsblatt als Davoser Zeitung und Bündner Volksblatt und war nicht mehr Parteiorgan der Liberalen.

### Manatschal kauft das Konkurrenzblatt
1892 vollzog sich eine merkwürdige Rochade im Bündner Pressewesen. Der linke Fritz Manatschal kaufte den rechten Freien Rätier, womit der rechte Parteiflügel der Liberalen seines Blattes beraubt war. Doch unverzüglich regten 31 rechtsliberale Kantonsparlamentarier an, eine Zeitung in ihrem Sinne zu gründen. Es ergab sich, dass sie die Druckerei des früheren Bündner Volksblatts mitsamt den Rechten an diesem Titel erwerben konnten. So wurde die Fusion von 1890 quasi wieder rückgängig gemacht. Die Zeitung, die fortan erschien, führte im Untertitel weiterhin den Namen Bündner Volksblatt, doch ihr eigentlicher Name war Neue Bündner Zeitung.

### Schon damals wollten alle als «liberal» gelten
Groteskerweise behaupteten nun sowohl der Freie Rätier unter Manatschal als auch die Neue Bündner Zeitung der Rechtsliberalen Organ der liberalen Partei Graubündens zu sein. Ein deutlicher Hinweis, dass der Begriff «liberal» schon im 19. Jahrhundert immer wieder anders angewendet wurde und nur einen geistigen Grundkonsens andeutete.

### «Bündner Volksblatt» geistert posthum weiter
Da die Verlegergruppe der Neuen Bündner Zeitung die Rechte am Bündner Volksblatt aufgekauft hatte, sah sie sich veranlasst, die Gründung des neuen Blattes auf das Jahr 1877 festzulegen – möglicherweise um einen traditionsreichen Eindruck zu erwecken. Foppa weist aber darauf hin, dass aus sachlicher Sicht das Jahr 1892 als Gründungsjahr der Neuen Bündner Zeitung angebrachter ist, da das Bündner Volksblatt bezüglich politischem Kurs und publizistischem Gepräge einen anderen Charakter hatte. Was dann auch bedeuten würde, dass das Bündner Volksblatt per Ende Jahr 1889 erloschen ist, obwohl der Name als Untertitel der Neuen Bündner Zeitung und der Bündner Zeitung noch manche Jahre durch die bündnerische Presse geisterte. 

### Bisherige Forschung lässt Fragen offen
In abweichender Ergänzung von Foppas Argumentation muss hier erwähnt werden, dass die anfänglich rechtsliberale Redaktion der Neuen Bündner Zeitung in ihrer ersten Ausgabe vom 8. Dezember 1892 erklärte, sie sehe sich auch in der Tradition des Bündner Volksblatt-Redaktors Herr Fient, über den nichts weiter bekannt ist. Dies zeigt, dass die von Foppa vollzogene Einordnung des Bündner Volksblatt als linksliberale Zeitung nicht vollumfänglich zutrifft. Die Verlautbarungen der ersten Ausgabe der Neuen Bündner Zeitung weisen darauf hin, dass die programmlichen Unterschiede innerhalb der liberalen Bewegung nur in einzelnen Punkten (Sozialstaat und Zentralisierung) stark voneinander abwichen, im Allgemeinen aber Meinungsvielfalt begrüsst wurde. So ist bislang unzureichend geklärt, ob die Konkurrenz der liberalen Kreise des damaligen Graubünden tatsächlich programmatische Gründe hat, oder ob diese Konkurrenz ein Machtkampf verschiedener (Familien-)Clans war.